# Bộ Long (龍)
Bộ Long, bộ thứ 212 có các cách viết 龍, 龙, hoặc 竜 có nghĩa là "rồng" là 1 trong 2 bộ có 16 nét trong số 214 bộ thủ Khang Hy.
Trong Từ điển Khang Hy có 14 chữ (trong số hơn 40.000) được tìm thấy chứa bộ này.

## Tự hình Bộ Long (龍)

Giáp cốt văn
Kim văn
Đại triện
Tiểu triện

## Chữ thuộc Bộ Long (龍)
| Số nét bổ sung | Chữ                  |
| -------------- | -------------------- |
| 0              | 龍/long/             |
| 2              | 龎/bàng/             |
| 3              | 龏/cung/ 龐/bàng/    |
| 4              | 龑/yểm/              |
| 5              | 龒/long/             |
| 6              | 龓 龔/cung/ 龕/kham/ |
| 16             | 龖/đạp/              |
| 17             | 龗/linh/             |
| 32             | 龘/đạp/              |
| 48             | 𪚥/triệp/            |